# Szeol

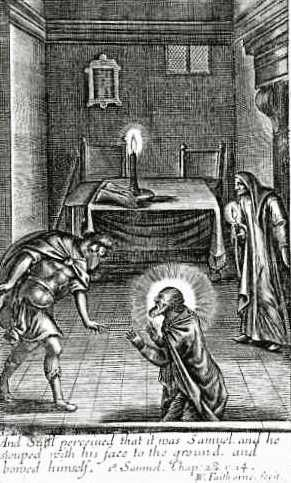
Wróżka z Endor wywołuje duszę Samuela na polecenie Saula

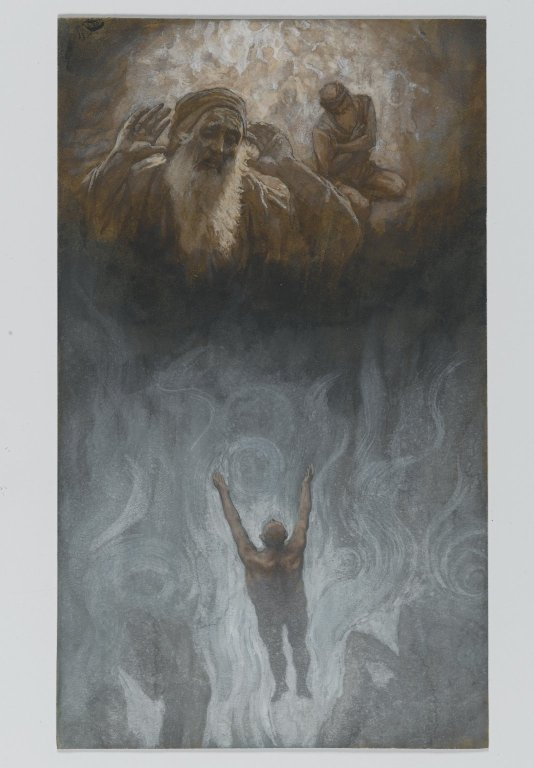
Bogacz w Hadesie prosi Abrahama

Szeol (hebr. שְׁאוֹל) – w Starym Testamencie, a przede wszystkim we wczesnym judaizmie, miejsce pobytu zmarłych, pozbawionych wszelkiej radości istnienia i życia.

## Etymologia
Teorie na temat pochodzenia terminu szeol nie są pewne. Dawniej część badaczy przyjmowała, że pochodzi od „spustoszenia”, ale to znaczenie zostało porzucone przez badaczy. Obecnie na ogół przyjmuje się, że pochodzi od „błagania” i tym samym oznacza „miejsce błagania”.
W niektórych polskich przekładach w miejscach słowa „szeol” pojawia się wyraz „otchłań”.
Hebrajskie słowo szeol występuje w Starym Testamencie 66 razy (najwięcej w Księdze Psalmów i Księdze Przysłów). 15 zastosowań znajduje się w partiach poetyckich. Septuaginta 60 razy tłumaczy go na hades, 3 razy na θάνατος (tanatos, śmierć), 1 raz βόθρος (botros, kloaka - Ezch 32,21), w Iz 7,11 brak ekwiwalentu dla szeolu, w Hi 24,19 tekst jest problematyczny.

## W okresie I świątyni
Stary Testament opisuje Szeol jako stan zapomnienia. Jest miejscem ciemności, trafiają do niego po śmierci wszyscy ludzie. Przebywające w nim istoty są tylko cieniami (refaim) dawnych siebie i nie mają swoich dawnych możliwości. Według badaczy „cień” nie jest równoznaczny z duszą albo duchem w rozumieniu starożytnych Greków. Zachowują tylko ślad swej dawnej osobowości oraz mocy. Istoty te nie mogą nawet czcić Boga.
W niektórych miejscach ST Szeol zastosowany został paralelnie do grobu. Z tego względu w przeszłości część badaczy twierdziła, że szeol winien oznaczać grób. Jednak ze względu na wyobrażenia życia pozagrobowego u innych starożytnych ludów zamieszkujących Bliski Wschód oraz ze względu na szczegółowe opisy Szeolu w czasach Drugiej Świątyni, tylko nieliczni uczeni bronią koncepcji grobu (grób po hebrajsku qeber albo qeburah).
Pomimo swych ograniczonych możliwości w pewnych okolicznościach mogą kontaktować się z istotami żywymi, jak np. Saul z Samuelem za sprawą wróżki z En-Dor.
W Starym Testamencie Szeol dotyczy wszystkich ludzi po śmierci – a nie jedynie dobrych lub złych. Jest on miejscem oczekiwania na przyjście Mesjasza i związanych z nim Sądu ostatecznego i zmartwychwstania prawowiernych żydów. Zasadniczo biorąc wyobrażenia te są zgodne z babilońską wiarą odnośnie do pośmiertnych losów.
Pobyt w szeolu oznacza separację od Boga. Niektóre teksty z poetyckich partii ST traktują szeol jako spersonifikowaną śmierć (np. Hi 18,14). W wielu miejscach szeol traktowany jest jako miejsce kary.

## W okresie II świątyni
Po niewoli babilońskiej żydowska myśl religijna została wzbogacona o koncepcję zmartwychwstania. Następnie doszły do głosu wpływy perskie i hellenistyczne. Szeol stał się miejscem kary, inne są losy sprawiedliwych, inne zaś bezbożników.
W okresie II świątyni istniało kilka koncepcji Szeolu. Jedna z nich przedstawiała Szeol jako pośredni stan śmierci. W późnych pismach tego okresu pojawia się myśl, że Szeol jest stanem pośrednim przechowującym dusze na dzień sądu ostatecznego. Pojawiła się też idea, że dusze sprawiedliwych udają się po śmierci bezpośrednio do nieba.

## Nowy Testament
Ze względu na grecki zapis ksiąg Nowego Testamentu – słowo „שְׁאוֹל-szeol” czyli miejsce błagania” przetłumaczone zostało na greckie „Άδης-hades” podziemny świat zmarłych lub świat pozagrobowy. Hades użyty jest w Nowym Testamencie 11 razy (γέεννα-gehenna, géenna zwykle tłumaczone jako piekło 12 razy).
Nowotestamentowe wyobrażenia hadesu są ściśle związane z późnym judaizmem. Staje się to szczególnie widoczne w opowieści o bogaczu i Łazarzu z (Łk 16,19-31). Hades przyjmuje dusze po śmierci, po sądzie ostatecznym Hades zostanie zamieniony przez Gehennę.
Z perspektywy Nowego Testamentu Szeol był więzieniem lub miejscem oczekiwania na zbawienie (1 Piotra 3,19). Zarówno odstępcy jak i ludzie wierni Bogu przebywali tam wspólnie pogrążeni w swoistym śnie. Jezus zapowiadał, że po swojej męce będzie głosił Ewangelię także umarłym (Jana 5,24-29), zaś w jednym ze świadectw ewangelicznych jest mowa o zmartwychwstaniu starotestamentowych wierzących po zmartwychwstaniu Jezusa (Mt 27,52-53).

## Szeol w Kościele katolickim
W Kościele katolickim zdecydowanie przeważa myśl, iż od momentu zmartwychwstania Chrystusa Szeol jest opustoszały lub zamknięty, zaś duchy ludzi sprawiedliwych wędrują do Nieba. Po szeolu czyściec i piekło nie jest potrzebne dla sprawiedliwych (Łukasza 16,19-31, Apokalipsa 7,14, 20,13).
Można także przyjąć, iż to właśnie Szeol stał się po zmartwychwstaniu Jezusa miejscem męki, gdyż w niektórych miejscach słowa szeol, hades i otchłań wydają się występować wymiennie.

## Szeol u adwentystów
Szeol dla adwentystów oznacza tyle, co „grób”, „cmentarz”, ale umarli opuszczą go przy powtórnym przyjściu Chrystusa. Jest to miejsce nieświadomości i niewiedzy zgodnie ze słowami z księgi Kaznodziei Salomona (Kazn 9,5-10). Adwentyści bazują na pracach XIX-wiecznych teologów takich jak E.W. Bullinger i J.H. Pettingell. Ponieważ przypowieść z Łukasza 16,19-31 jest sprzeczna z ich wykładnią, twierdzą, że nie może być równocześnie dosłowna i figuratywna. Przypowieść napomina chciwość i szowinizm faryzeuszy. Adwentyści argumentują, że łono Abrahama nie jest dość duże, aby pomieścić wszystkich zbawionych. Niebo i piekło są zbyt daleko, aby ich mieszkańcy mogli się komunikować. Dusze zmarłych nie mogą mieć oczu, języków i ciała z jego fizycznymi potrzebami. Jezus zabezpieczył tę przypowieść przed niepożądanymi wnioskami. Wbrew popularnym wierzeniom niepobożni nie idą do piekła po śmierci, lecz dopiero „przy końcu świata”. Wyjdą aniołowie, wyłączą złych spośród sprawiedliwych, i wrzucą złych do ognia. Wtedy „będzie płacz i zgrzytanie zębów” (Mt 13,40-50).

## Szeol u Świadków Jehowy
Szeol w wyznaniu Świadków Jehowy uznawany jest za symbol wspólnego grobu wszystkich ludzi. Ma to związek z uznawaniem śmierci jako momentu, w którym przestaje istnieć dusza, czyli życie człowieka.

## Szeol jako istota w Starym Testamencie
Szeol przyjęło się traktować jako odnoszące się wyłącznie do określonego miejsca na planie geografii mitycznej. Tymczasem struktura zdań, w których pojawia się to słowo jak i użyte metafory dopuszczają co najmniej dwojakie rozumienie tego terminu: jako nazwy własnej miejsca i jako imienia jakiejś istoty o boskim lub demonicznym charakterze. Tak jest m.in., gdy mowa o oplatających pętach Szeolu (m.in. w 2 Sm 22,6; Ps 18,5; 116,3), „drżącej Szeol” (Iz 14,9), Szeolu połykającym (Prz 1,12), Szeol nie mogącej się nasycić (Prz 27,20; 30,16), Szeol, z którą wchodzi się w porozumienie (Iz 28,15), bądź z ręki której Jahwe wykupuje grzesznika (Oz 13,14). Oprócz tego Stary Testament zawiera stosunkowo wiele wzmianek opisujących Szeol za pomocą metafor antropomorficznych; mowa jest np. o brzuchu Szeol (Jon 2,3), ręce Szeol (Ps 49,15;89,48; Oz 13,14) czy wreszcie o gardzieli Szeol (Iz 5,14) i ustach (Ps 141,7; Iz 5,14). Jakkolwiek większość badaczy podkreśla, że w tych ustępach mamy do czynienia z poetyckim zabiegiem personifikacji miejsca, tj. traktowania zaświatów jako osoby to niektórzy wskazują na nieprzypadkową ich zdaniem sugestywność i barwność języka. Pozwala ona bowiem podejrzewać, że w tych co bardziej poetyckich fragmentach chodzi o coś więcej niż po prostu barwna figura retoryczna. Innymi słowy, to, co nazywane jest poetyckim zabiegiem antropomorfizacji może równocześnie być przywołaniem fragmentów starożytnych wątków mitycznych mówiących o jakimś chtonicznym i żarłocznym bóstwie lub demonie. Oprócz tego, dodatkowych argumentów na rzecz takiego rozumienia słowa Szeol dostarcza analiza porównawcza z innymi tradycjami mitologicznymi starożytnego Bliskiego Wschodu, gdzie personifikacja śmierci była popularnym zjawiskiem. Z tej perspektywy hipotetyczne bóstwo Szeol wpisywało się w ramy wyznaczone przez takie bóstwa śmierci jak m.in. Nergal, Ereszkigal lub Mot. Jeden taki trop wiedzie do akadyjskich tabliczek z II tys. p.n.e., w których znajdujemy informację o bóstwie šu-wa-lu lub też shu’alu towarzyszącym Nergalowi w podziemnej krainie zmarłych. Owo bóstwo mogło więc stanowić swego rodzaju pierwowzór dla tajemniczego „Szeol” w Biblii.
„Szeol” może oznaczać zarówno miejsce jak i demona lub bóstwo, ponieważ większość biblijnych ustępów zawierających to słowo może zostać odczytanych na dwa sposoby: topomorficznie i antropomorficznie.